# Zinnia

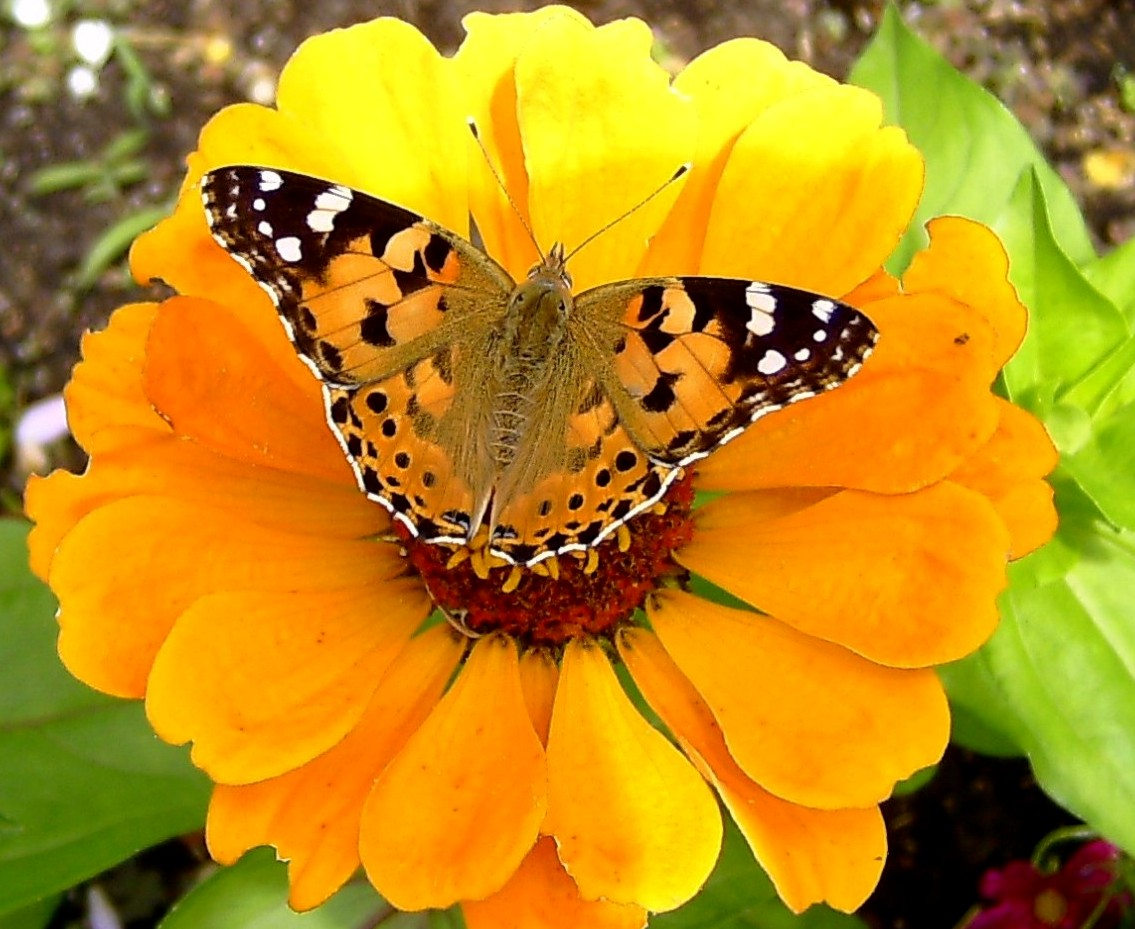
Vanessa cardui op Zinnia violacea

Zinnia is een geslacht van twintig soorten eenjarige en vaste planten uit de familie Asteraceae. De naam is een eerbetoon aan de Duitse botanicus Johann Gottfried Zinn (1727-1759).

## Oorsprong
De soorten komen van oorsprong voor in vegetaties met verspreide struiken en droog grasland in een gebied dat zich uitstrekt van het zuidwesten van Noord-Amerika tot Zuid-Amerika. Het zwaartepunt van het verspreidingsgebied is Mexico. Kenmerkend zijn de solitaire, langgesteelde bloemen, in een scala van heldere kleuren.

## Blad en bloem
De bladeren zijn tegenoverstaand en doorgaans stengelloos (sessiel, zittend), met een vorm die varieert van lineair tot ovaal en een kleur die varieert van licht- tot middelgroen. De bloemen hebben verschillende vormen: van een enkele rij bloemblaadjes tot koepelvormig, in de kleuren wit, chartreuse, geel, oranje, rood, paars en lila.

## Teelt
Zinnia-soorten zijn populaire tuinplanten, die meestal uit zaad gekweekt worden. Ze hebben een voorkeur voor vruchtbare, humusrijke en goed doorlatende grond in de volle zon. Ze zaaien zichzelf ieder jaar uit. Ze zijn geliefd bij vlinders en veel tuiniers planten ze als vlinderplant aan. Het is ook een goede nectarplant voor bijen. Sommige lage vormen hebben meer bloemen dan hoge soorten. Zinnia-soorten kunnen alleen gekweekt worden door middel van zaad. Van gedroogd zaad kan thee worden gemaakt. Gedroogde bloemetjes (uit het bloemhoofd) zijn geschikt om een volgende generatie planten te produceren. De op deze wijze ontstane planten zullen niet dezelfde kleur krijgen als de moederplant.
Sinds de 19e eeuw zijn er meer dan honderd cultivars ontstaan.
Zinnia elegans, ook bekend als Zinnia violacea, is de vaakst aangeplante soort. Van oorsprong afkomstig uit Mexico en daarmee een plant uit een warm tot heet klimaat. De bladeren zijn lancetvormig en hebben een ruwe textuur. De hoogte varieert van 15 cm tot 1 meter.
Zinnia angustifolia is ook een Mexicaanse soort. De soort is laag (tot 40 cm) en compact van vorm, heeft een smal blad en de bloemen zijn wat verfijnder dan die van Z. elegans. Meestal enkelbloemig, in de kleuren geel, oranje of wit. Deze soort is beter resistent tegen meeldauw dan de Z. elegans. Aan hybriden ontstaan uit kruising van deze twee soorten, die zich qua uiterlijk tussen Zinnia angustifolia en Zinnia elegans bevinden, is deze resistentie doorgegeven. De Profusion-serie, met zowel enkel- als dubbelbloemige exemplaren, is gekweekt door Sakata uit Japan, en is een van de bekendste uit deze hybridengroep.

De zeldzaamste Zinnia's zijn de witte.

## Soorten
- Zinnia acerosa (DC.) A.Gray
- Zinnia angustifolia Kunth – ruwbladige Zinnia
- Zinnia anomala A.Gray
- Zinnia bicolor (DC.) Hemsl.
- Zinnia citrea A.M.Torres
- Zinnia elegans Jacq.
- Zinnia grandiflora Nutt.
- Zinnia haageana Regel
- Zinnia juniperifolia (DC.) A.Gray
- Zinnia maritima Kunth
  - Zinnia maritima var. maritima
  - Zinnia maritima var. palmeri (A.Gray) B.L. Turner
- Zinnia marylandica D.M.Spooner et al.
- Zinnia microglossa (DC.) McVaugh
- Zinnia peruviana (L.) L.
- Zinnia violacea Cav. (=Zinnia elegans Jacq.)

## Vroegere soorten
- Glossocardia bidens (Retz.) Veldkamp (als Z. bidens Retz.)

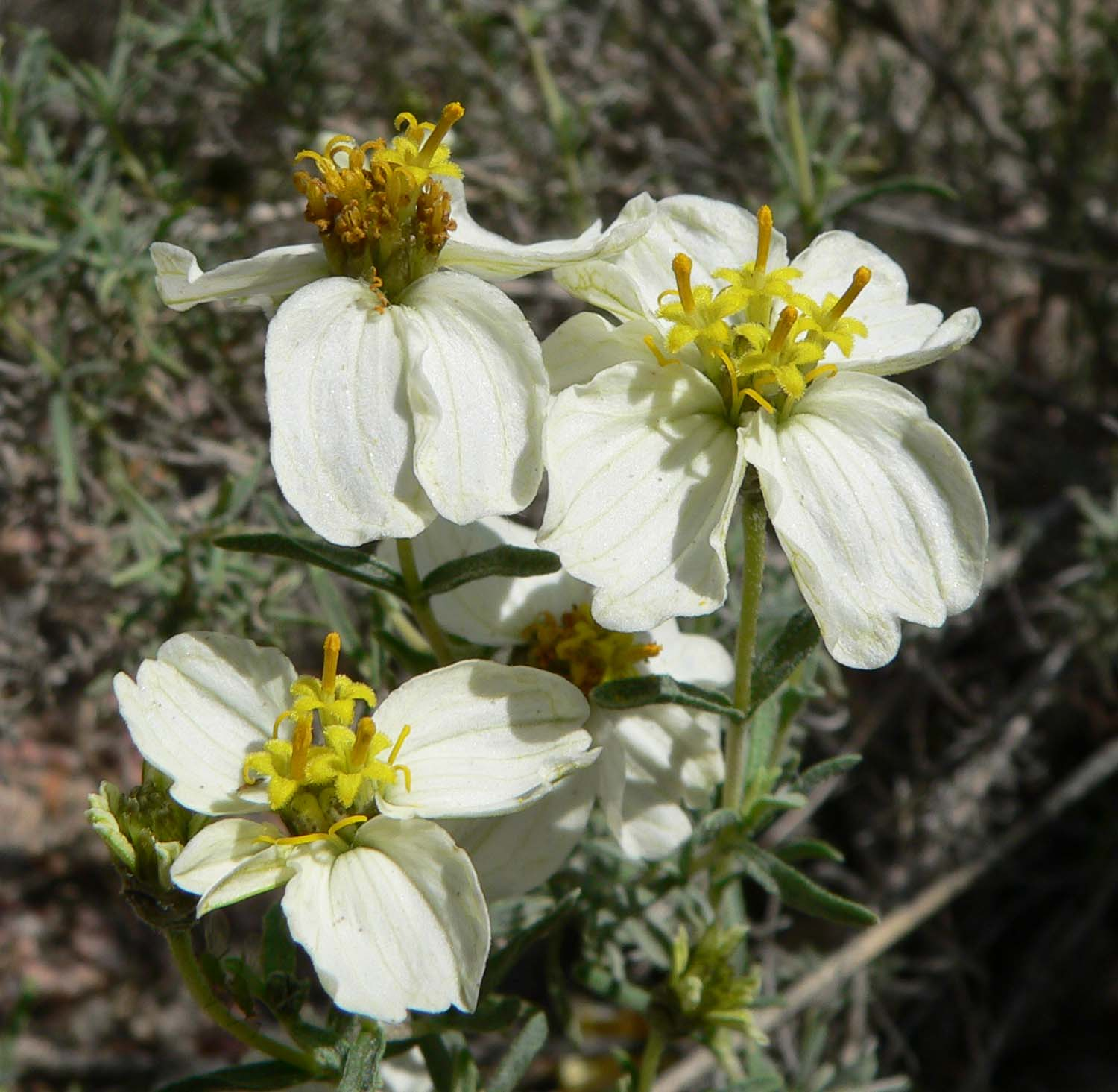
Zinnia acerosa
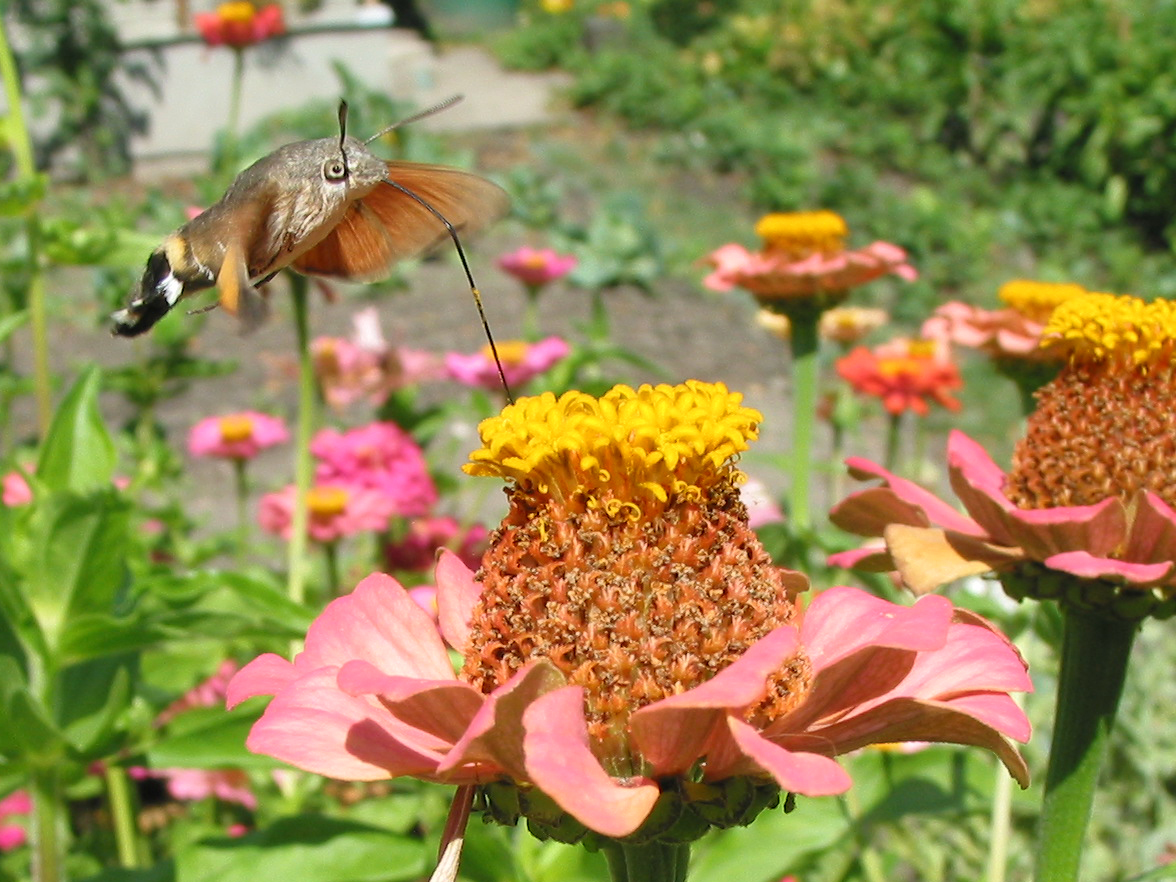
Zinnia violacea
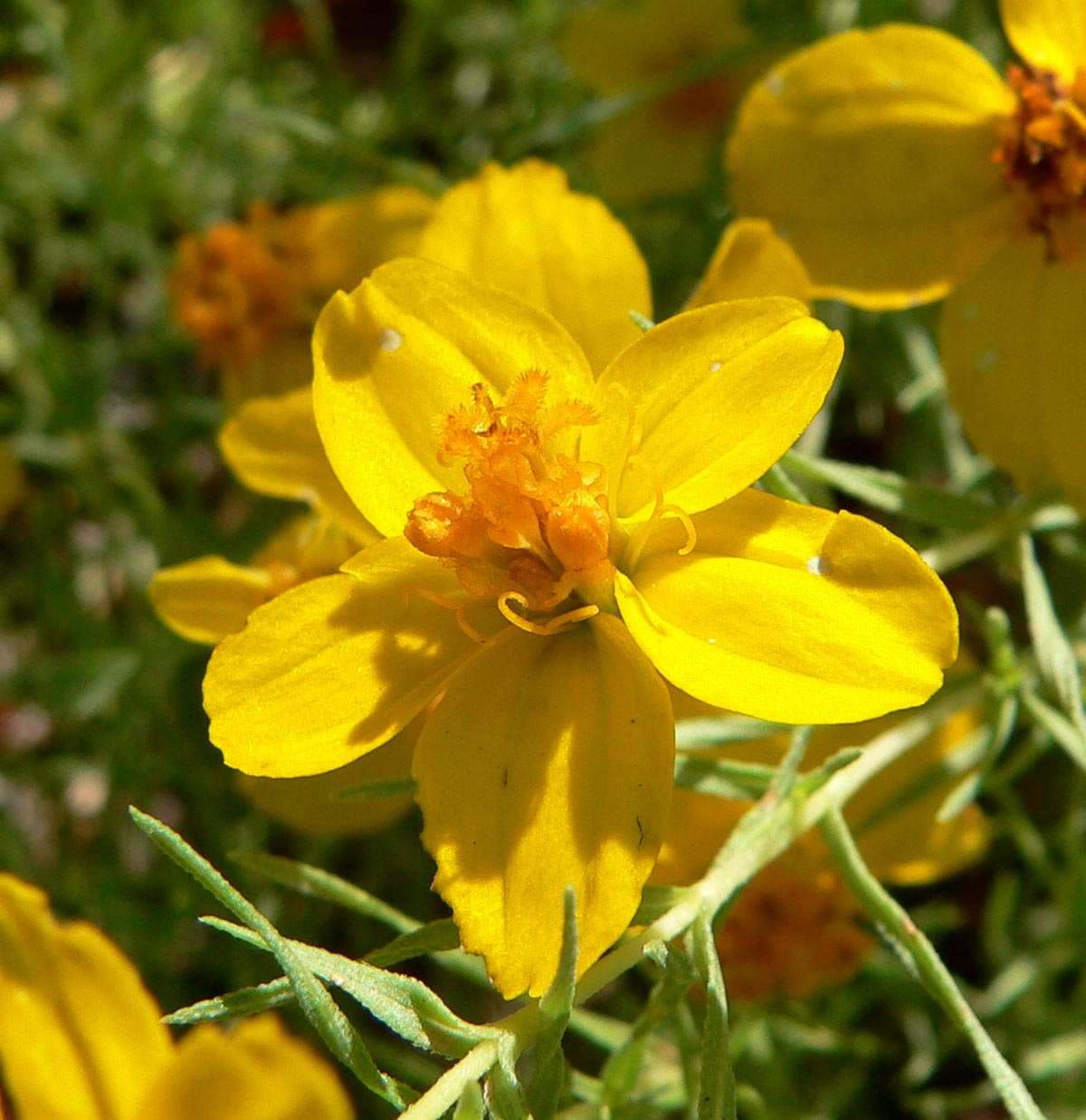
Zinnia grandiflora
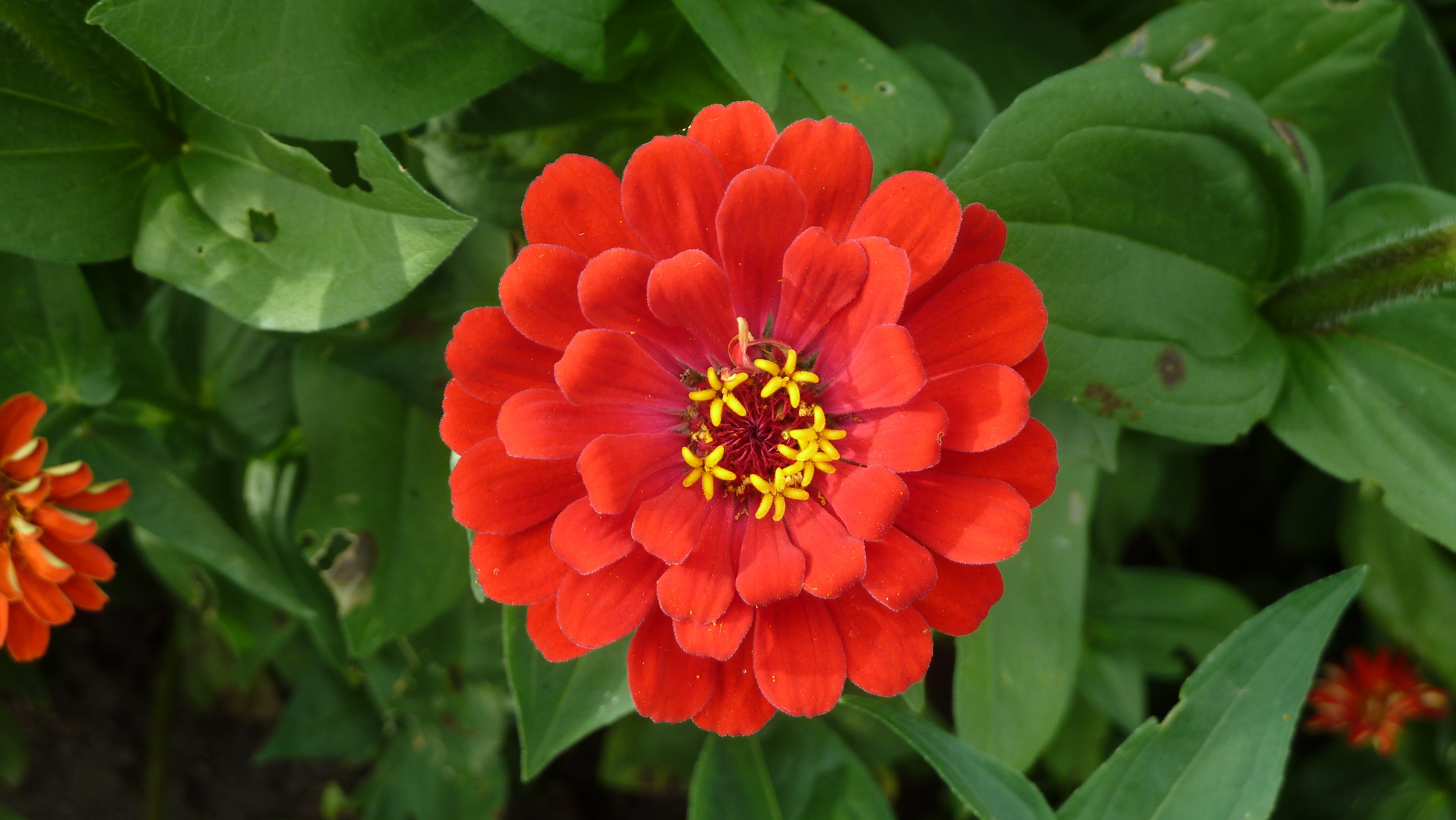